# 고양 충장사
고양 충장사(高陽 忠莊祠)은 경기도 고양시 덕양구 행주내동 행주산성 내에 있는 사우이다.
1841년 충장공 권율(忠莊公 權慄)을 모시기 위해 기공사(紀功祠)라는 이름으로 지어졌고, 그해에 사액을 받았다.
서원 철폐령 때 존치되었고, 그 뒤에 충장사(忠莊祠)로 이름이 바뀌었다.

## 같이 보기
- 권율